# Pão de queijo
El pão de queijo («pa de formatge») és una menja d'Amèrica del Sud, molt apreciada al Brasil. Es tracta d'una variant de la xipa, una recepta creada per les missions jesuïtes a Amèrica, amb influències indígenes i europees, que és pròpia de països com Paraguai i Argentina. Els primers registres del pão de queijo brasiler són de la dècada del 1950. A la dècada següent, la recepta va ser difosa per la cuinera i empresària de Minas Gerais, Arthêmia Chaves Carneiro, que el va comercialitzar a diversos restaurants de l'estat de São Paulo.

## Recepta
Tot i anomenar-se «pa», el pão de queijo consisteix bàsicament en un tipus de bescuit de midó agre o dolç amb ou, sal, oli vegetal i formatge, de consistència suau i elàstica, amb lleugeres variacions.
Hi ha diverses receptes diferents, amb variacions en els ingredients i el tipus de formatge. Alguns utilitzen farina dolça, altres àcida o fins i tot ambdues, però el que li dona la seva principal característica és el fet d'estar fet amb farina de mandioca i algun tipus de formatge. El greix, llard, oli vegetal, mantega o margarina, funciona com a lubrificant molecular, contribuint a la textura elàstica de la massa. L'ou aporta color i sabor.
El tipus de formatge varia segons la preferència o la disponibilitat, donant prioritat als de sabor més intens, com els formatges curats. Els més utilitzats són el canastra, la mozzarella, el parmesà i el queijo de minas frescal. El formatge aporta el sabor típic del pa de formatge, d'aquí el seu nom.
També hi ha el pa de formatge escaldat, una tècnica d'elaboració que requereix l'ús d'aigua bullint, de vegades barrejada amb oli vegetal. El pa de formatge escaldat té un gust més proper al natural, ja que en el procés d'escaldat la massa està precuinada. Algunes receptes fan servir patata.

## En altres països
Al Paraguai, l'Uruguai i l'Argentina tenen una menja coneguda com xipa (nom també utilitzat a l'estat brasiler de Mato Grosso do Sul), la diferència de la qual amb el pão de queijo és la seva forma d'«U». A Colòmbia, un producte molt semblant al pão de queijo, llevat de la forma més tradicional aplanada, és el pandebono. Com el pão de queijo, el pandebono té una textura esponjosa i de baixa densitat que s'endureix en poc temps, característica que s'atribueixen al midó de iuca fermentat i que s'obté en un procés idèntic al que s'utilitza al Brasil. A l'Equador, existeix el pandeyuca, que és exactament el mateix que el pão de queijo brasiler en textura, forma i sabor. A Bolívia es consumeix el cuñapé.